# Isaac Basire
Isaac Basire (magyarosan Basire Izsák, latinul Isaacus Basirius) (Rouen, 1607 – Rouen, 1676. október 12.) hittudós, gyulafehérvári tanár és angol egyházi főesperes.

## Élete
Mint az angol udvari papnak és durhami praebendariusnak az I. Károlyhoz való hűsége miatt 1647-ben Angliát el kellett hagynia. Előbb Franciaországban nevelősködött, majd innen mint hittérítő és orvos keletre ment és 1653 nyarán Konstantinápolyba érkezett. II. Rákóczi György erdélyi fejedelem Barcsay Ákos ajánlására 1654 augusztusában meghívta őt Gyulafehérvárra, ahol az egyetemen állást, 1800 forint fizetést és házat ajánlott neki. Basire az állást elfogadta és 1654. december 30-án érkezett Gyulafehérvárra. Bisterfeld halála után, 1655. március 25-én elnyerte tanári székét. I. Rákóczi Ferencet is tanította. Az ortodox kálvinizmus követőjeként Apáczai Csere Jánosnak nagy ellensége volt, de a fejedelmet híven szolgálta. II. Rákóczi György balsorsában osztozott, ő is elhagyta Erdélyt és 1661-ben visszatért hazájába, ahol régi méltóságait visszanyerte és haláláig viselte.

## Munkái
Erdélyben megjelent munkái:
- Congratulatio publica victoriae credo dignae… Gyulafehérvár, 1656
- Triumviratus, sive Calvinus, Béza et Zanchius pro episcopatu. Gyulafehérvár, 1656 (Apáczai ellen írta névtelenül. E mű ellen jelent meg 1656-ban Sárospatakon a magyar reformátusok Triumviratus et ultra című cáfoló vitairata.)
- Ő írta II. Rákóczi György fejedelem feleletét az Innocentia Transilvaniae című munkára, amely 1659-ben jelent meg a nyomtatási hely megnevezése nélkül. A durhami káptalan levéltárából Kropf Lajos tette közzé a Történelmi Tárban (1888)
  - Basire Izsák: II. Rákóczy György felelete az Innocentia Transylvaniae-ra, 1653–1659; kiad. Kropf Lajos; Athenaeum, Bp., 1888
- Kéziratban maradt: Tuba Transilvanica… sub obsidione Cibiniana 1660 sincere oblata
- Leveleit 1831-ben Londonban kiadták;[2] ezekből az Archiv című folyóiratban megjelentek az erdélyi tartózkodására vonatkozó érdekesebbek. Csulai György erdélyi püspökhöz Husztról 1660. október 22-én intézett levelét közli Weszprémi (Succincta IV. 245.) Több levele van a Bod Péternek Leidenben őrzött Historia Hungarorum ecclesisastica című kézirati munkájában, mely 1888-ban Szalay Károly szerkesztésében jelent meg Leidenben; egy levelét Kropf Lajos adta ki a Történeti Tárban (1889)